# هلیم (فیلم ۱۹۷۹)
هَلیم (انگلیسی: Porridge) یک فیلم به کارگردانی دیک کلمنت است که در سال ۱۹۷۹ منتشر شد. از بازیگران آن می‌توان به رانی بارکر، ریچارد بکینسیل، و پیتر وان اشاره کرد.